# Merítő
Merítő románul: Mereteu, falu Romániában, Erdélyben, Fehér megyében. Közigazgatásilag Alvinc községhez tartozik.

## Fekvése
Alvinc közelében fekvő település.

## Története
Meritő korábban Alvinc része volt, 1956 körül vált külön, ekkor 222 lakosa volt.
1966-ban 236, 1977-ben 264, 1992-ben 201 román lakosa volt. 2002-ben pedig 192 lakosából 186 román, 6 magyar volt.